# Église de la Sainte-Trinité de Loutzviller
Pour les articles homonymes, voir Église de la Sainte-Trinité.
L'église de la Sainte-Trinité se situe dans la commune française de Loutzviller et le département de la Moselle.

## Histoire
Du point de vue du spirituel, Loutzviller, avec ses succursales de Breidenbach, Rolbing et Schweyen, est une très ancienne paroisse de l'archiprêtré de Hornbach, passée dans celui de Volmunster en 1802. La réforme protestante y est introduite dans les dernières décennies du XVIe siècle par Maguerite d'Haraucourt, veuve de Jean de Schwarzenberg, propriétaire du fief, mais elle ne marque pas le paysage religieux.

## Édifice
Reconstruite vers 1737 et dédiée à la Sainte-Trinité, l'église abrite un autel surmonté d'un imposant baldaquin du milieu du XVIIIe siècle. Il proviendrait d'après la tradition d'un couvent de Saint-Avold. Le maître-autel en bois peint et doré, construit vers 1740, est attribué au sculpteur Jean Martersteck. Quant au beau devant d'autel représentant la Sainte-Cène et entièrement argenté, il est réalisé quelques années plus tard, en 1755, par un sculpteur d'Arlon en Belgique, Jean-Claude Mercenier, venu s'installer auprès de son frère, curé de Rimling entre 1729 et 1774. Le tabernacle interrompant les deux gradins est orné d'un calice sur la porte, tandis que la niche d'exposition, très développée, prend appui sur le second gradin. Ses faces galbées, rythmées par des colonnettes torses et décorées de chutes d'instruments liturgiques, sont accostées d'ailerons à décor végétal.
La statue de Dieu le Père qui amortit l'ensemble provient d'un groupe de la Trinité commandé vers 1810 à l'un des sculpteurs Guldner de Bérus en Sarre. Le baldaquin, de plan trapézoïdal, est formé de six colonnes torses, qui supportent un entablement à ressauts richement décoré, sur lequel prennent appui des volutes feuillagées sommées d'un globe crucifère. Bien qu'il s'agisse d'une œuvre composite faite d'éléments de provenances, d'époques et d'auteurs différents, l'ensemble présente une réelle qualité, surtout pour la maîtrise de la sculpture.

### Le mobilier de l'église paroissiale
- Autel, baldaquin (maître-autel)[1].
- 2 autels, 2 retables (autels secondaires)[2].
- 2 bénitiers[3].
- Fonts baptismaux[4]
- 3 statues : les Evangélistes, saint Marc, saint Luc, saint Jean[5].
- Statue (petite nature) : Vierge à l'Enfant[6].
- Buffet[7].
- 2 consoles[8].
- 6 chandeliers[9].
- Croix d'autel[10].
- Croix de procession[11].
- Les vitraux modernes sont l'œuvre du peintre verrier Joseph Archepel en 1959.